# Kujbisevi járás

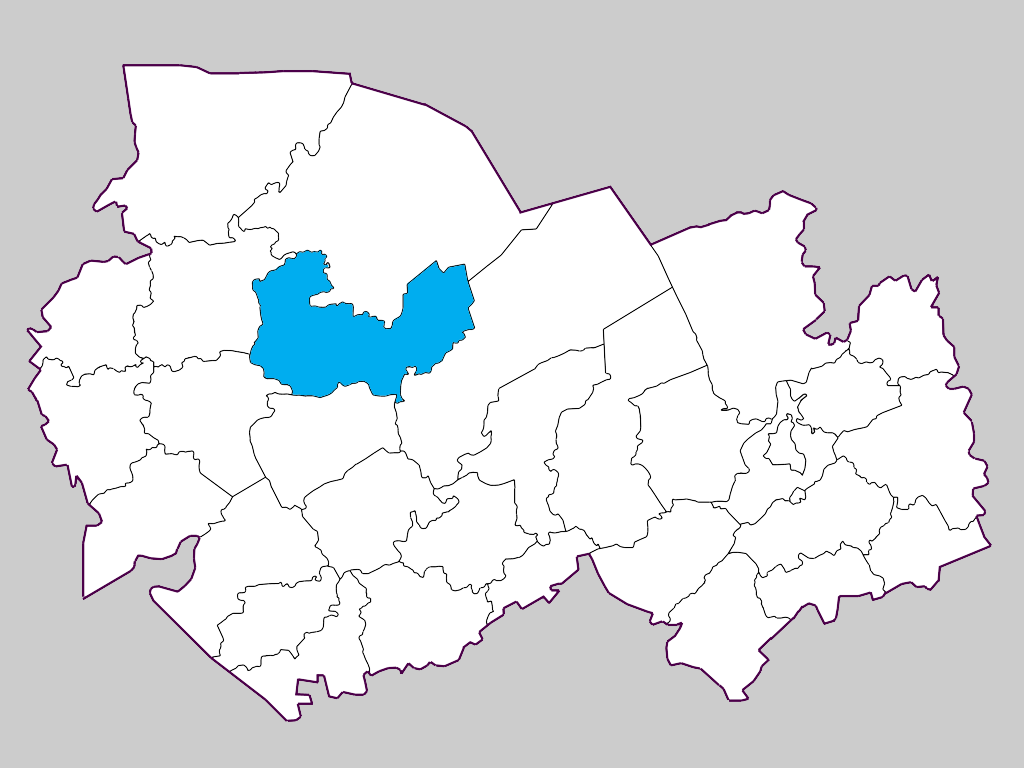
A Kujbisevi járás a Novoszibirszki területen

A Kujbisevi járás (oroszul Куйбышевский район) Oroszország egyik járása a Novoszibirszki területen. Székhelye Kujbisev.

## Népesség
- 1989-ben 21 758 lakosa volt.
- 2002-ben 19 386 lakosa volt, melynek 92,7%-a orosz, 3,5%-a tatár, 1,5%-a német, 0,6%-a ukrán.
- 2010-ben 60 765 lakosa volt, melyből 56 358 orosz (93,5%), 2 143 tatár (3,6%), 636 német (1,1%), 246 ukrán (0,4%), 99 kazah (0,2%), 82 csuvas, 77 azeri, 69 ingus, 65 fehérorosz, 63 örmény, 57 mordvin, 40 tadzsik, 39 mari, 39 üzbég, 38 lett, 24 baskír, 21 észt, 20 kirgiz, 17 lengyel, 14 cigány, 13 grúz, 13 litván, 12 udmurt, 10 oszét stb.